# Андерссон, Изабелла
Изабелла Андерссон (имя при рождении Изабелла Мораа Аморо) — шведская бегунья на длинные дистанции кенийского происхождения. На олимпийских играх 2012 года заняла 18-е место в марафоне с результатом 2:27.36. Заняла 3-е место на Дубайском марафоне 2011 года с результатом 2:23.41. В 2013 году финишировала на 7-м месте на Дубайском марафоне — 2:26.05.
Является гражданкой Швеции с мая 2009 года.

## Сезон 2014 года
На чемпионате мира по полумарафону заняла 29-е место с результатом 1:12.16.
Также она в шестой раз в своей карьере выиграла Стокгольмский марафон.